# Budapest Honvéd Football Club
El Budapest Honvéd Football Club és un club esportiu professional hongarés, de la ciutat de Budapest. La secció més coneguda del club és la de futbol. Va ser fundat el 1909 i actualment juga a la primera divisió de la lliga hongaresa.

## Denominacions
- 1909 - Kispest Athletic Club
- 1926 - Kispest Football Club
- 1944 - Kispest Athletic Club
- 1949 - Budapest Honvéd SE, passà a ser l'equip de l'Armada Hongaresa (Honvédség)
- 1991 - Kispest Honvéd Football Club
- 2003 - Budapest Honvéd Football Club

## Seccions
Futbol - Esgrima - Ciclisme - Gimnàstica - Lluita - Atletisme - Boxa - Tennis - Waterpolo - Handbol

## Palmarès

### Futbol
- Lliga hongaresa (13): 1949-50, 1950, 1952, 1954, 1955, 1980, 1984, 1985, 1986, 1988, 1989, 1991, 1993
- Copa d'Hongria (7): 1926, 1964, 1985, 1989, 1996, 2007, 2009
- Copa Mitropa (1): 1959

### Handbol
- Lliga de Campions (1): 1982
- Lliga hongaresa (14): 1952, 1963, 1964, 1965, 1966, 1967, 1968, 1972, 1976, 1977, 1980, 1981, 1982 i 1983

### Waterpolo
- Subcampió Lliga de Campions (1): 2002
- Copa d'Hongria (6): 1953, 1954, 1958, 1959, 1979, 1999

## Jugadors històrics
| - József Bozsik - László Budai - Zoltán Czibor - Lajos Détári - Gábor Egressy - Imre Garaba - Gyula Grosics - Gábor Halmai - Miklós Herczeg - Béla Illés - Lajos Kocsis - Sándor Kocsis - Antal Kotász | - Kálmán Kovács - Gyula Lóránt - István Nyers - Ferenc Machos - János Mátyus - Vasile Miriuţă - Ferenc Puskás I - Ferenc Puskás II - Rezső Rozgonyi - Rezső Somlai - Lajos Tichy - Sándor Torghelle - István Vincze - Krisztián Vadócz |